# Bolesław Bronisław Duch

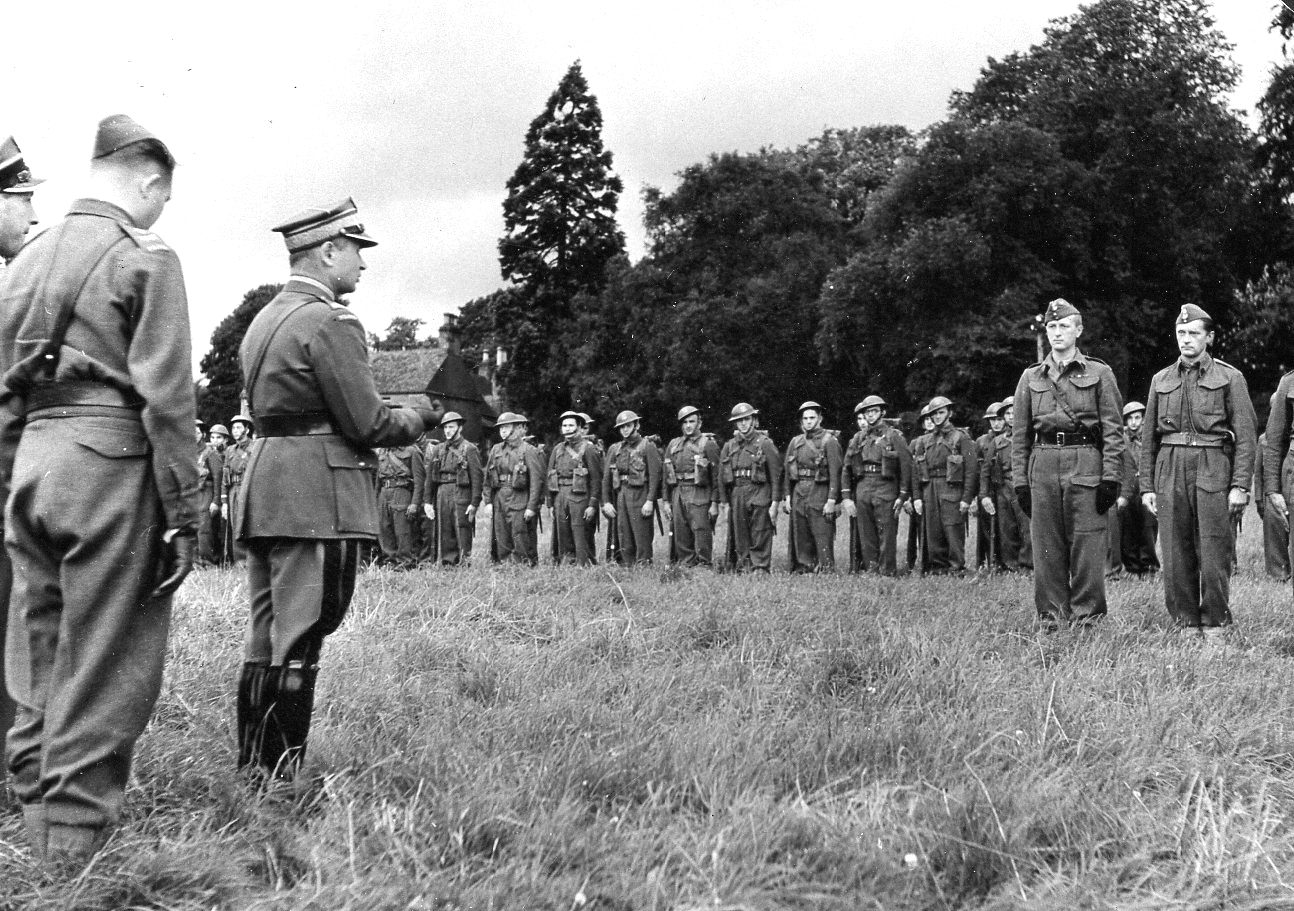
Gen. Duch przed frontem ochotników z Kanady

Bolesław Bronisław Duch (ur. 15 listopada 1896 w Borszczowie, zm. 9 października 1980 w Londynie) – generał dywizji Wojska Polskiego.

## Życiorys

### Młodość
Szkołę średnią ukończył w Samborze, gdzie działał w skautingu polskim, oraz w organizacji „Zarzewie” i Polowych Drużynach Sokolich. Maturę uzyskał w 1914 roku.
Po wybuchu I wojny światowej w sierpniu 1914 roku wstąpił najpierw do Legionu Wschodniego, a po jego rozwiązaniu do 3 pułku piechoty wchodzącego w skład II Brygady Legionów. Z tym pułkiem walczył na terenie Bukowiny. W nocy 15/16 lutego 1918 roku wziął udział w bitwie pod Rarańczą, gdzie II Brygada Legionów pod dowództwem płk. Józefa Hallera przebiła się przez front rosyjsko-austriacki. Następnie walczył w składzie II Korpusu Polskiego w Rosji dowodzonego przez płk. Józefa Hallera. 11 maja 1918 roku wziął udział w bitwie pod Kaniowem, gdzie II Korpus Polski został otoczony przez Niemców i zmuszony do kapitulacji, a żołnierzy internowano. Uciekł z niewoli i przedostał się do I Korpusu Polskiego w Rosji dowodzonego przez gen. Józefa Dowbor-Muśnickiego. W związku z jego kapitulacją w dniu 21 maja 1918 roku, udał się do Murmańska. Tam, od grudnia 1918 roku, podczas wojny domowej w Rosji dowodził początkowo 1. Kompanią Polskiego Samodzielnego Oddziału Murmańskiego w ramach interwencyjnych wojsk brytyjskich walczących z oddziałami Armii Czerwonej. W sierpniu 1919 roku w związku z wycofaniem wojsk brytyjskich, udał się wraz z całym Polskim Samodzielnym Oddziałem Murmańskim do Wielkiej Brytanii, gdzie w listopadzie 1919 roku został jego dowódcą.

### Dwudziestolecie międzywojenne
Do Polski wrócił wraz z całym dowodzonym przez siebie oddziałem w grudniu 1919 roku. Został dowódcą samodzielnego batalionu murmańskiego w składzie 64 pułku piechoty, później przemianowanego na III batalion 64 pułku piechoty. Jako dowódca batalionu od lipca 1920 roku brał udział w wojnie polsko-bolszewickiej. Następnie ukończył kurs dowódców batalionów oraz kurs w Centralnej Szkole Strzelniczej w Toruniu. W lutym 1925 został przydzielony z 64 pp do Korpusu Kadetów Nr 2 w Modlinie na stanowisko dowódcy kompanii kadeckiej (etet majora). Następnie pracował w III Oddziale Sztabu Generalnego Wojska Polskiego. Od 1926 roku został dowódcą batalionu w Szkole Podchorążych dla Podoficerów w Bydgoszczy, funkcję tę pełnił do sierpnia 1929. W latach 1929–1931 studiował w Wyższej Szkole Wojennej. Po jej ukończeniu został mianowany zastępcą dowódcy 60 pułku piechoty w Ostrowie Wielkopolskim. W 1935 został dowódcą 73 pułku piechoty w Katowicach. Od 1938 był dyrektorem nauk w Centrum Wyszkolenia Piechoty w Rembertowie, którą to funkcję pełnił do wybuchu wojny.

### II wojna światowa
We wrześniu 1939 został mianowany dowódcą piechoty dywizyjnej 39 Dywizji Piechoty Rezerwowej, którą faktycznie dowodził z uwagi na chorobę jej dowódcy gen. Brunona Olbrychta. 39 Dywizja Piechoty weszła w skład Armii „Lublin” i w dniu 26 września 1939 wraz z pozostałymi jednostkami skapitulowała. Duch jednak uniknął niewoli i przedostał się do Francji.
W styczniu 1940 objął po gen. Stanisławie Maczku dowództwo 1 Dywizji Grenadierów. W dniu 18 maja 1940 1 Dywizja Grenadierów została skierowana na front do dyspozycji II Grupy armii francuskiej i weszła w skład XX Korpusu. W dniu 21 czerwca 1940 wobec podjęcia przez marszałka Philippe Petaina rozmów z Niemcami w sprawie rozejmu gen. Duch wydał rozkaz o rozwiązaniu 1 Dywizji Grenadierów i przedzieranie się małymi grupkami do Wielkiej Brytanii.
W lipcu 1940 dotarł do Wielkiej Brytanii. Od sierpnia 1940 do marca 1941 był II generałem do zleceń Naczelnego Wodza. Następnie w kwietniu 1941 gen. Władysław Sikorski mianował go szefem Polskiej Misji Wojskowej w Kanadzie, udał się do Kanady, gdzie organizował ośrodek rekrutacji do Wojska Polskiego.
W kwietniu 1942 powrócił do Wielkiej Brytanii, gdzie został mianowany dowódcą 1 Brygady Strzelców I Korpusu Polskiego w Szkocji. Funkcję tę pełnił do lipca 1943.
W lipcu 1943 roku został skierowany do Palestyny, gdzie 6 sierpnia 1943 objął dowództwo 3 Dywizji Strzelców Karpackich. 3 Dywizją Strzelców Karpackich dowodził w czasie kampanii włoskiej II Korpusu Polskiego, do dnia zakończenia walk w dniu 21 kwietnia 1945.

### Ostatnie lata
Po zakończeniu wojny nadal dowodził 3 Dywizją Strzelców Karpackich, która wchodziła w skład Polskiego Korpusu Przysposobienia i Rozmieszczenia. W 1947 został zdemobilizowany i przeniósł się do Londynu.
Wykorzystując własne oszczędności kupił dom na wynajem, pełniąc w nim rolę administratora i stróża, co pozwalało mu na uzyskanie środków utrzymania.
Działał w londyńskim środowisku kombatanckim. 27 maja 1978 został mianowany przewodniczącym Wojskowej Komisji Orzekającej. 19 lutego 1980 roku Prezydent RP Edward Bernard Raczyński mianował go Generalnym Inspektorem Sił Zbrojnych. Zmarł 9 października 1980 w Londynie, po spopieleniu zwłok urna z prochami została pochowana na polskim cmentarzu wojennym pod Monte Cassino.
Był żonaty z Zofią z Lisiewiczów.

## Upamiętnienie
W 1990 został wybity medal z podobizną Bronisława Ducha o treści Bitwa pod Lagarde 1940–1990, wydany przez Mennicę Państwową, a zaprojektowany przez Ewę Tyc-Karpińską.
14 maja 2007 Rada Miasta Lublina, na wniosek grupy radnych PiS, podjęła uchwałę Nr 113/IX/2007 w sprawie zmiany nazwy ulicy Kazimierza Wyrwasa ps. „Michał”, żołnierza AL i sekretarza obwodowego komitetu PPR na „gen. Bronisława Ducha”.

## Awanse
- podporucznik – 1918 zweryfikowany ze starszeństwem z dniem 1 lutego 1918[20]
- porucznik – 1919
- kapitan – zweryfikowany ze starszeństwem z dniem 1 czerwca 1919
- major – 1 grudnia 1924 r. ze starszeństwem z dniem 15 sierpnia 1924 i 197. lokatą w korpusie oficerów zawodowych piechoty
- podpułkownik – 24 grudnia 1929 ze starszeństwem z dniem 1 stycznia 1930 i 32. lokatą w korpusie oficerów zawodowych piechoty
- pułkownik dyplomowany – 1938
- generał brygady – 3 maja 1940
- generał dywizji – 1 czerwca 1945

## Ordery i odznaczenia
- Krzyż Kawalerski Orderu Wojennego Virtuti Militari (1944)[21]
- Krzyż Złoty Orderu Wojennego Virtuti Militari (1940)[22]
- Krzyż Srebrny Orderu Wojskowego Virtuti Militari (1922)[23]
- Krzyż Komandorski z Gwiazdą Orderu Odrodzenia Polski (2 kwietnia 1979)[24]
- Krzyż Niepodległości (2 sierpnia 1931)[25]
- Krzyż Oficerski Orderu Odrodzenia Polski
- Krzyż Kawalerski Orderu Odrodzenia Polski (11 listopada 1937)[26]
- Krzyż Walecznych (ośmiokrotnie)[27]
- Złoty Krzyż Zasługi z Mieczami
- Złoty Krzyż Zasługi (19 marca 1935)[28][29]
- Krzyż Wojenny (Francja)
- Medal Zwycięstwa „Médaille Interalliée” (zezwolenie Naczelnika Państwa w 1921)[30]
- Military Cross (Wielka Brytania)
- Krzyż Wojenny za Męstwo Wojskowe (Włochy)

- Komandor Orderu Legii Honorowej (III Republika Francuska, udekorowany 28 kwietnia 1973)[31]
- Srebrny Medal Waleczności (Austro-Węgry, 1917)[32]